# Listă de formații de metal simfonic
Aceasta este o listă  de formații symphonic metal, inclusiv formații care la o anumită etapei a carierei au interpretat symphonic metal.

## Lista
| - Abigail Williams - Adagio - Across The Sun - After Forever - Almora - Amberian Dawn - Ancient Bards - Angtoria - ...And Oceans (earlier works) - Angra - Anorexia Nervosa - Antestor - Apocalyptica - Aquaria - Arcturus (earlier works) - Arthemesia - Atargatis - Autumn - Avantasia - Ayreon - Bal-Sagoth - Battlelore - Believer - Beto Vázquez Infinity - Blind Guardian - The Black Mages - Betraying the Martyrs - Carach Angren - Carpathian Forest (newer works) - Catharsis - Ceremonial Castings - Chthonic - Coronatus - Crimson Moonlight - Dark Moor - Diabulus in Musica - Darkwoods My Betrothed - Delain - Derdian - Dimmu Borgir - Divinefire - Dol Ammad - Dragonland - Dreamtale - Edenbridge - Elis - Emperor - Enslavement of Beauty - Epica - Estatic Fear - Eternal Tears of Sorrow - Eyes of Eden - Fairyland - Fightstar - Fleshgod Apocalypse - Forest Stream - Forever Slave - Forgotten Tales - Galneryus - Graveworm - Gwyllion - Haggard - Hanging Doll - HB - Headspace - Heavenly - Hecate Enthroned - Herjalf - Hevein - Hollenthon - HolyHell - Imperia (formație) - Indica - Kamelot - Katra - Kingfisher Sky - Krypteria - Labirent - Lacrimosa (newer works) - Lana Lane - Leaves' Eyes - Limbonic Art - Luca Turilli - Luca Turilli's Dreamquest - Luca Turilli's Rhapsody - Lunatica - Lux Occulta - Lyriel | - Magica - Magic Kingdom (formație) - Malice Mizer - Matenrou Opera - MaYaN - Mechanical Poet - Midnattsol - Moi dix Mois - Metalasia - Necromantia - Nemesea - Nightfall - Nightwish - Northern Kings - Old Man's Child - Opera IX - Patrizia - Phoenix Rising - Penumbra - Rain Fell Within - ReinXeed - ReVamp - Rhapsody of Fire - Rotting Christ - Royal Hunt - Sarah Jezebel Deva - Savatage - Saviour Machine - Secret Sphere - Septic Flesh - Seraphim - Serenity - Seventh Wonder - Shade Empire - Shaman - Sirenia - Sirrah (earlier works) - Skillet (recent works) - Skyfire - Sonata Arctica - Sons of Seasons - Sound Horizon - Star One - Stravaganzza - Stratovarius - Stream of Passion - Summoning - Susperia - Suspyre - Symphonia - Symphony X - Tarja - Theatres des Vampires - Theatre of Tragedy - Theocracy (formație) - Therion - Thy Majestie - Thy Serpent - Tiamat - Trail of Tears - Trans-Siberian Orchestra - Tristania - Turisas - Tvangeste - Twilight Ophera - Unshine - Valkyre - Veni Domine - Versailles - Vesania - Vesperian Sorrow - Virgin Black - Virgin Steele - Visions of Atlantis - Wintersun - Within Temptation - Waltari - Xandria - X Japan - Xerath |